# MV Cathlamet
MV Cathlamet je trajekt třídy Issaquah 130, který provozuje společnost Washington State Ferries.

## Historie
Loď byla postavena roku 1981 jako trajekt třídy Issaquah, pro linku mezi Seattlem a Bremertonem. Brzy se ale projevila její nízká kapacita, a tak musela být na konci 80. let přesunuta na linku mezi městy Mukilteo a Clinton. V roce 1991 musela být pro zvýšenou poptávku zrekonstruována na loď třídy Issaquah 130, stejně jako několik jejích sesterských lodí. Rekonstrukce hlavně obsahovala nové prostory pro vozidla, tak jak se původně plánovalo už při konstrukci trajektu. Prostor pro cestující byl zrekonstruován později v 90. letech, kdy zde mnoho stolů nahradily lavičky a dlaždice byly nahrazeny stejnou barvou, jakou mají ostatní lodě třídy. Na začátku nového tisíciletí pak prošla loď několika facelifty, které přidaly drobnosti, na které se při výrobě zapomnělo.

## Nehody
V Pugetově zálivu je však loď nechvalně známá pro své kolize při pokusu o přistání u doku. Později bylo zjištěno, že za nehody mohla chyba počítače v lodi. Na začátku prvního desetiletí tohoto století však byl počítač vyměněn a žádná nehoda se od té doby nestala.

## Současnost
V roce 2009 loď obsluhovala trasu mezi Mukilteem a Clintonem.